# Три сата за љубав
„Три сата за љубав” је југословенски филм први пут приказан 18. јуна 1968 године. Режирао га је Фадил Хаџић који је написао и сценарио.

## Радња
Млада и привлачна Маца кућна је помоћница код имућног брачног пара интелектуалаца. Једино слободно време које може посветити себи јесте недјељно послеподне. Управо те недеље Маца излази с пријатељицом Анкицом која долази са својим дечком Зизијем и наочитим младићем Рикијем. Након плеса Рики жели однос с Мацом, но она га одбија и враћа се у стан, гдје јој исто предлаже газда...

## Улоге
| Глумац           | Улога               |
| ---------------- | ------------------- |
| Станислава Пешић |                     |
| Драган Николић   | Рики                |
| Татјана Бељакова | (као Татјана Салај) |
| Предраг Тасовац  | Газда               |
| Младен Црнобрња  | Хипи                |
| Ленка Нојман     |                     |
| Вања Жугај       |                     |
| Владимир Ружђак  |                     |
| Мирјана Боханец  |                     |

Остале улоге  ▼
| Глумац        | Улога |
| ------------- | ----- |
| Антун Врдољак |       |
| Виктор Крижек |       |
| Антон Марти   |       |
| Лена Политео  |       |
| Мартин Сагнер |       |
| Звонко Стрмац |       |

## Награде
Пула 68' - Диплома жирија Драгану Николићу; Диплома жирија Ленки Нојман